# Gaturro: Der Film
Gaturro: Der Film (Gaturro) ist ein animierter Comedyfilm aus dem Jahr 2010, der auf dem beliebten argentinischen Comic mit demselben Namen basiert, der von Cristian Gustavo Dzwonik geschaffen wurde. Der Film wurde von Illusion Studios, Toonz Animation und in Koproduktion mit Mexikos Ánima Estudios produziert. Dieser Film ist die erste animierte Koproduktion zwischen Indien und Lateinamerika.

## Zusammenfassung
Gaturro, eine anthropomorphe Katze, unternimmt zahlreiche Versuche, die Zuneigung von Agatha zu gewinnen, der unangenehmsten Katze in seiner Nachbarschaft. Diese verliebt sich jedoch in einen aristokratischen Kater namens Max. Als Gaturro versehentlich berühmt wird, schmiedet er mit einer Maus namens Rat Pitt einen Plan, um Agathas Hochzeit mit Max zu verhindern.

## Synchronisation
Spanische Besetzung
- Mariano Chiesa als Gaturro
- Agustina Cirulnik als Agatha
- Pablo Gandolfo als Rat Pit
- Leto Dugatkin als Max
- Valeria Gómez als Katy Kit
- Gustavo Dardés als Federico Michou
- Ándres Sala Rigler als Mimicha
- René Sagastume als Alplato
- Gustavo Bonfigli als Daniel
- Lucila Gómez als Luz
- Mara Campanelli als Agustín

Englische Besetzung
- Todd Doldersum als Gaturro / Daniel / Ansager
- Caitlin O’Reilly als Agatha / Valeria / Luz / Informetti / Gatalina Jolie
- Marty Stelnick als Max / Rat Pit / Gatulongo / Alplato / Roboter
- Victoria Shepherd als Katy Kit / Mimicha / Stylistin

Die englischsprachige Version ist in den Bonusmaterialien der argentinischen und mexikanischen DVD-Veröffentlichungen enthalten.

## Produktion
Der Film enthält zahlreiche Anspielungen auf bekannte Hollywood-Figuren und Filme. Die Charakterdesigns und die Nachbearbeitung wurden von Toonz India Ltd mit Sitz in Trivandrum, Indien, erstellt, während der Großteil der Animationen von Illusion Studios in Argentinien stammt. Die Spezialeffekte und Hintergründe wurden von Ánima Estudios in Mexiko erstellt.
Ein Animator, der 2008 am Film arbeitete, kritisierte das Drehbuch als „schlecht“ und voller Rechtschreibfehler. Er bestätigte, dass es damals kein fertiges Drehbuch gab und die Animatoren die Details anhand einer Drehbuchskizze ausarbeiten mussten. Er fügte jedoch hinzu, dass der Film „visuell korrekt“ für Kinder sei.

## Veröffentlichung
Der Film lief ab dem 9. September 2010 in den argentinischen Kinos, wo er ein großer kommerzieller Erfolg war und insgesamt 8,3 Millionen Pesos (ca. 0,4 Millionen USD) einspielte. In Argentinien stand er auf Platz 1 der nationalen Kinocharts. Er hielt den Rekord für eines der erfolgreichsten Kino-Debüts in der Geschichte des argentinischen Kinos. Insgesamt spielte der Film 10.342.696 Pesos (ca. 2.097.910 USD) ein.
In Mexiko wurde der Film am 27. April 2012 veröffentlicht und wurde zu einem Flop.
In den USA wurde der Film am 16. Februar 2016 als Direct-to-Video-Release von Viva Pictures veröffentlicht.
Am 16. April 2015 gab Animation World Network bekannt, dass Viva Pictures die Vertriebsrechte für eine US-Veröffentlichung erworben hat.